# Craig Claiborne
Craig Claiborne (Sunflower (Misisipi) 4 de septiembre de 1920;  Nueva York, 22 de enero de 2000) fue un crítico gastronómico, periodista culinario y autor estadounidense. Editor gastronómico y crítico de restaurantes desde hace mucho tiempo para The New York Times, también fue autor de numerosos libros de cocina y una autobiografía. Durante su carrera realizó numerosos aportes a la gastronomía y la literatura culinaria en Estados Unidos.